# Xã Valley, Quận Montour, Pennsylvania
Xã Valley (tiếng Anh: Valley Township) là một xã thuộc quận Montour, tiểu bang Pennsylvania, Hoa Kỳ. Năm 2010, dân số của xã này là 2.158 người.